# Saku Mäenalanen
Saku Mäenalanen (Tornio, 29 de maio de 1994) é um jogador de hóquei no gelo finlandês. Atualmente joga pelo Oulun Kärpät da Liiga. Seus direitos da National Hockey League (NHL) são de propriedade do Carolina Hurricanes.
Mäenalanen jogou hóquei júnior dentro da organização Oulun Kärpät. Após sua seleção no draft da NHL pelos Predators, fez sua estreia profissional durante a temporada 2013-14. Nos Jogos Olímpicos de Inverno de 2022 em Pequim, conquistou a medalha de ouro no torneio masculino.